# Baron Colgrain

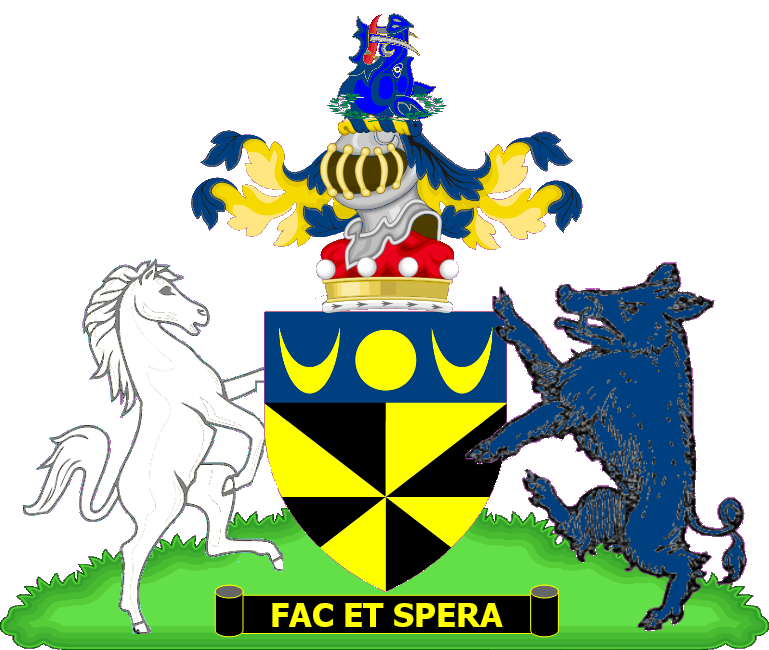
Wappen der Barone Colgrain

Baron Colgrain, of Everlands in the County of Kent, ist ein erblicher britischer Adelstitel in der Peerage of the United Kingdom.
Der Titel wurde am 28. Januar 1946 dem schottischen Geschäftsmann und Präsidenten der British Bankers’ Association Colin Campbell verliehen.
Heutiger Titelinhaber ist seit 2008 dessen Urenkel als 4. Baron.
Familiensitz der Barone ist Bushes Farm in Weald bei Sevenoaks in Kent.

## Liste der Barone Colgrain (1946)
- Colin Campbell, 1. Baron Colgrain (1866–1954)
- Donald Campbell, 2. Baron Colgrain (1891–1973)
- David Campbell, 3. Baron Colgrain (1920–2008)
- Alastair Campbell, 4. Baron Colgrain (* 1951)

Titelerbe (Heir apparent) ist der Sohn des aktuellen Titelinhabers, Hon. Thomas Campbell (* 1984).